# 水間座
水間座（みずまざ）は、かつて存在した日本の映画館である。1931年（昭和6年）9月、大阪府泉南郡木島村大字水間（現在の同府貝塚市水間）、水間駅（現在の水間観音駅）前に開館した。1939年（昭和14年）には、それまで女優の伏見直江・信子姉妹の支配人を務めていた鈴木米蔵が同館の支配人に就任、閉館まで同職を務めた。第二次世界大戦後の1962年（昭和37年）2月5日、火災により全焼、そのまま閉館した。木造一階建の小さな映画館であった。

## 沿革
- 1931年9月 - 開館[2]
- 1962年2月5日 - 全焼・閉館[6][7][8]

## データ
- 所在地 : 大阪府泉南郡木島村大字水間
  - のちの同府同郡貝塚町水間、現在の同府貝塚市水間272番地[3][4][5][6]

北緯34度24分11秒 東経135度23分4秒 / 北緯34.40306度 東経135.38444度
- 経営 : 鈴木はるゑ （1952年以前[1] - 1962年[3][4][6]）
- 支配人 : 鈴木米蔵 （1939年[5] - 1962年[3][4][6]）
- 構造 : 木造一階建[3][4][6]
- 観客定員数 : 284名（1955年・1956年[2][3]） ⇒ 300名（1962年[6]）

## 概要
1931年（昭和6年）9月、大阪府泉南郡木島村大字水間（のちの同府同郡貝塚町水間、現在の同府貝塚市水間272番地）に開館した。この開館時期は、戦後の資料である『映画年鑑 1955 別冊 全国映画館総覧』によるものであり、同時代の資料には、常設映画館としての同館についての記述は見当たらない。同館は、1926年（大正15年）1月30日に開業した、水間鉄道水間線の終点である水間駅（現在の水間観音駅）の至近に位置する。のちに貝塚町を経て貝塚市となるこの地域には、大正年間に開館した岸見館（貝塚町大字津田98番地、経営・中西三郎、のちに永吉誓順）、昭和初年にはすでに存在した山村座（貝塚町大字近木町1028番地、経営・山村儀三郎）、八千代館（貝塚町海塚新町407番地、経営・中西多重郎、のち村上朝一）の3館がすでに存在した。同地は、他の3館が立地した南海電気鉄道の貝塚駅からは遠く離れていたが、水間観音の名で知られる水間寺への参拝客でにぎわった場所であった。開館当初の経営者等、同館の詳細については不明である。木島村は、1935年（昭和10年）4月15日、貝塚町に編入された。
1939年（昭和14年）には、鈴木米蔵（1898年 - 没年不詳）が同館の支配人に就任した。鈴木は、1898年（明治31年）7月25日に生まれ、1918年（大正7年）には東京の新派俳優・伏見三郎の門弟となり、1924年（大正13年）の三郎の没後は、三郎の娘である伏見直江（1908年 - 1982年）・信子（1915年 - ）姉妹をその支配人としてマネジメントしていた人物である。1942年（昭和17年）には第二次世界大戦による戦時統制が敷かれ、日本におけるすべての映画が同年2月1日に設立された社団法人映画配給社の配給になり、すべての映画館が紅系・白系の2系統に組み入れられるが、同年発行の『映画年鑑 昭和十七年版』には、同館についての情報が記載されていない。翌1943年（昭和18年）5月1日、貝塚町は市制を敷き貝塚市になった。
戦後間もなく山村座、八千代館は復興し常設映画館としての活動を開始しているが、当時の同館の動静は不明であり、年鑑等、同時代の資料に初めて館名がみられるのは、1953年（昭和28年）に発行された『映画年鑑 1953 別冊 全国映画館総覧』である。同書によれば、当時の同館の経営は鈴木はるゑの個人経営であり、支配人は戦前に引き続き鈴木米蔵が務めている。1951年（昭和26年）1月には、貝塚駅東口近くに貝塚劇場（海塚町92番地、経営・西村昇）が開館、山村座、八千代館、岸見館（経営・神宮寺徳市）とともに同市内の映画館は合計5館になった。市内5館体制は、同館が閉館するまで続いたが、同館の興行系統は松竹・大映・新東宝の混映館であり、山村座が松竹・東映・新東宝、八千代館が東宝・大映・洋画混映館（1955年）から東宝・大映・新東宝の上映館に変わり（1956年）、貝塚劇場は洋画、岸見館は混映という分布図を描いていた。1959年（昭和34年）には、同市内の岸見館が岸見東映と改称、東映の封切館になっている。
1960年（昭和35年）12月1日の映画の日に永年勤続者として、同館支配人の鈴木米蔵（当時62歳）が表彰されている。同月、水間寺に小説家・僧侶の今東光が貫主として赴任、同地は再び活気づいた。しかしながらそれから1年を経た1962年（昭和37年）2月5日、同館は火災により全焼、そのまま閉館した。同年、岸見東映（かつての岸見館）も閉館しており、同市内の映画館は3館体制に縮小、市内の興行分布は山村座が松竹・東映、貝塚劇場が日活・大映・東宝、八千代館が洋画、とそれぞれ変わった。同館の跡地は、Google ストリートビューによれば2009年（平成21年）8月現在、更地および木造の諸建物である。